# ديفن كول
ديفن كول (بالإنجليزية: Devin Cole)‏ هو فنان قتال مختلط أمريكي، ولد في 1 أكتوبر 1976 في ميدفورد في الولايات المتحدة.

## وصلات خارجية
- ديفن كول على موقع شيردوغ (الإنجليزية)
- ديفن كول على موقع IMDb (الإنجليزية)